# Picaflors de Palawan
El picaflors de Palawan (Prionochilus plateni) (Prionochilus plateni) és una espècie d'ocell de la família dels dicèids (Dicaeidae) que habita boscos i jardins de les illes Calamian, Palawan i Balabac, a les Filipines.